# Stoopendaal
Stoopendaal var en konstnärsfamilj från Västsverige.

## Kända medlemmar
- Georg Stoopendaal
- Mosse (Wilhelm) Stoopendaal
- Jenny Nyström, gift Stoopendaal
- Anna Stoopendaal
- Ferdinand Stoopendaal
- Curt Nyström Stoopendaal